# Bolitoglossa peruviana
Bolitoglossa peruviana là một loài kỳ giông trong họ Plethodontidae.
Loài này có ở Ecuador và Peru.
Các môi trường sống tự nhiên của chúng là các khu rừng ẩm ướt đất thấp nhiệt đới hoặc cận nhiệt đới, các đồn điền, và các khu rừng trước đây bị suy thoái nặng nề.